# Oberneudorf (Buchen)
Oberneudorf ist eine ehemalige Gemeinde und heute ein Stadtteil von Buchen (Odenwald) im Neckar-Odenwald-Kreis in Baden-Württemberg.

## Geographische Lage
Oberneudorf liegt als locker bebaute, unregelmäßige Dorfsiedlung etwa fünf Kilometer südwestlich der Kernstadt Buchen in flacher Hanglage im Quellbereich des Hollerbachs im Odenwald.

## Geschichte

Oberneudorf 2017

Urkundlich wurde der Ort erstmals im Jahre 1251 als Nova villa superior erwähnt. Der Ort war bis um das Jahr 1290 im Besitz des Adelsgeschlechtes Dürn. Die Familie veräußerte in diesem Jahr ihre Rechte an das Kloster Amorbach. Seit dem 14. Jahrhundert war das Kloster Amorbach alleiniger Grund- und Gerichtsherr. Bis der Ort 1803 an das Fürstentum Leiningen kam, war Kurmainz Landesherr. Nach nur drei Jahren beim Fürstentum Leiningen kam der Ort 1806 an das Großherzogtum Baden. Zum 31. Dezember 1973 erfolgte die Eingemeindung nach Buchen.
Im Jahre 1906 wurde eine kleine Kapelle errichtet, welche 1963 erweitert wurde.
Von 1935 bis 1945 war Oberneudorf nach Hollerbach eingemeindet.

## Wappen
Das Wappen stellt ein geviertes Schild da. In diesem Schild befinden sich eine goldene Krone, zwei schwarze Steinbockhörner und eine Lilie. Die Krone und Lilie stehen für das Kloster Amorbach, die Steinbockhörner für das Adelsgeschlecht Dürn.

## Kultur und Sehenswürdigkeiten

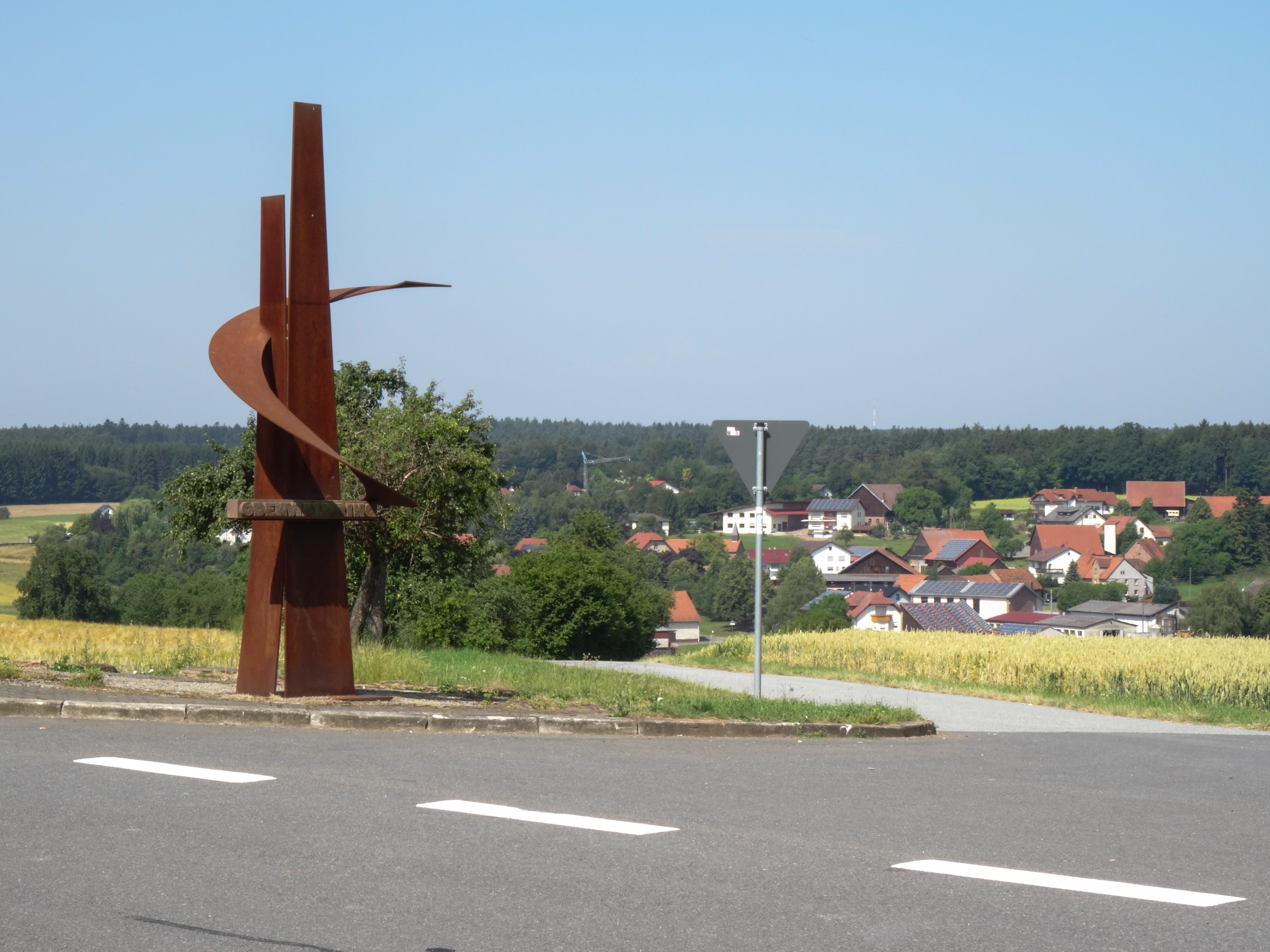
Odenwaldring-Denkmal

### Odenwaldring
In der ersten Hälfte der 1950er Jahre verlief in Ortsnähe die Motorradrennstrecke Odenwaldring, die jährlich für die Renntage temporär auf den 3,9 Kilometern des Straßendreiecks der Bundesstraße 27 und der Landstraße 523 bzw. 523a eingerichtet wurde.